# Lieth
Lieth ist eine Gemeinde im Kreis Dithmarschen in Schleswig-Holstein.

## Geografie

### Lage und Gliederung
Das Gebiet der Gemeinde Lieth erstreckt sich ausgehend vom Marschengewässer Wöhrdener Hafenstrom nach Süden hin am westlichen Rand der Heide-Itzehoer Geest, eines der schleswig-holsteinischen Geestgebiete.
Die Gemeinde besteht siedlungsgeografisch aus dem gleichnamigen Dorf als einzigem Ortsteil, der raumordnerisch dem südlichen Stadt- und Umlandbereich im ländlichen Raum von Heide in Holstein zugeordnet wird.

### Nachbargemeinden
Nachbargemeinden sind im Uhrzeigersinn im Norden beginnend die Gemeinden Lohe-Rickelshof, Hemmingstedt und Wöhrden (alle im Kreis Dithmarschen).

## Geschichte
Es ist anzunehmen, dass die erste menschliche Besiedlung bereits vor der Entstehung der jetzigen Marschgebiete vorhanden war.
Am 1. April 1934 wurde die Kirchspielslandgemeinde Hemmingstedt aufgelöst. Alle ihre Dorfschaften, Dorfgemeinden und Bauerschaften wurden zu selbständigen Gemeinden/Landgemeinden, so auch Lieth.

## Politik

### Gemeindevertretung
Bei der Kommunalwahl am 14. Mai 2023 wurden insgesamt neun Sitze vergeben. Von diesen erhielt die CDU fünf Sitze und die SPD vier Sitze.

### Bürgermeister
Die Gemeindevertretung von Lieth wählte aus ihrer Mitte am 8. Juni 2023 in geheimer Abstimmung Reimer Witt wiederholt zum Vorsitzenden (Bürgermeister) in der Wahlperiode 2023–2028.

### Wappen
Blasonierung: „Von Silber und Grün geteilt, oben eine linksgewendete grüne Erdölpumpe, unten ein linksgewendeter silberner Pflug.“

## Wirtschaft und Verkehr
Ursprünglich war Lieth durch Landwirtschaft geprägt.
Dominiert wird heute der Ort durch den Erdölraffineriebetrieb Raffinerie Heide, der seit Jahren für zahlreiche Arbeitsplätze und hohe Steuerzahlungen sorgt. Die Einwohnerzahl wurde in den letzten Jahren durch die Ausweisung zahlreicher Bauplätze erhöht.
Einen bedeutenden Faktor im Ort stellen die inzwischen völlig renovierte gemeindeeigene Gaststätte „Alte Schule“ und das neue Seniorenheim dar.
Die Gemeinde Lieth wird für Kraftfahrzeuge erschlossen von der dithmarscher Kreisstraße 28. Diese zweigt weiter nördlich im Gemeindegebiet von Lohe-Rickelshof von der Bundesstraße 203 westlich von Heide in südlicher Richtung ab und führt im südlichen Nachbarort (Hemmingstedt) zur schleswig-holsteinische Landesstraße 238. Der Siedlungskern (das Dorf der Gemeinde) wird dabei der Länge nach durchfahren.

## Persönlichkeiten
Der kommunistische Politiker Hugo Urbahns (1890–1946) wurde in Lieth geboren.